# Olympische Jugend-Winterspiele 2016/Teilnehmer (Bosnien und Herzegowina)
| Gelbes Symbol für Goldmedaillen mit stilisierten Olympischen Ringen | Graues Symbol für Silbermedaillen mit stilisierten Olympischen Ringen | Braundes Symbol für Bronzemedaillen mit stilisierten Olympischen Ringen |
| ------------------------------------------------------------------- | --------------------------------------------------------------------- | ----------------------------------------------------------------------- |
| —                                                                   | —                                                                     | —                                                                       |

Bosnien und Herzegowina nahm an den Olympischen Jugend-Winterspielen 2016 in Lillehammer mit fünf Athleten in drei Sportarten teil.

## Sportarten

### Biathlon
| Athleten      | Wettbewerb        | Zeit (Schießfehler) | Rang |
| ------------- | ----------------- | ------------------- | ---- |
| Jungen        |                   |                     |      |
| Boris Škipina | 7,5 km Sprint     | 24:13,4 min (5)     | 47   |
| Boris Škipina | 10 km Verfolgung  | 43:51,0 min (11)    | 49   |
| Mädchen       |                   |                     |      |
| Teodora Đukić | 6 km Sprint       | 25:04,4 min (4)     | 48   |
| Teodora Đukić | 7,5 km Verfolgung | 42:28,9 min (11)    | 11   |

### Ski Alpin
| Mädchen             |              |             |    |         |     |             |     |
| Elvedina Muzaferija | Super-G      |             |    |         |     | 1:17,56 min | 25  |
| Elvedina Muzaferija | Riesenslalom | 1:24,58 min | 23 | DNF     | DNF | DNF         | DNF |
| Elvedina Muzaferija | Slalom       | 59,13 s     | 21 | DNS     | DNS | DNF         | DNF |
| Elvedina Muzaferija | Kombination  | 1:18,45 min | 22 | 45,08 s | 13  | 2:03,53 min | 16  |

### Skilanglauf
| Athleten            | Wettbewerb       | Qualifikation | Qualifikation | Viertelfinale      | Viertelfinale      | Halbfinale         | Halbfinale         | Finale             | Finale             |
| Athleten            | Wettbewerb       | Zeit          | Rang          | Zeit               | Rang               | Zeit               | Rang               | Zeit               | Rang               |
| ------------------- | ---------------- | ------------- | ------------- | ------------------ | ------------------ | ------------------ | ------------------ | ------------------ | ------------------ |
| Jungen              |                  |               |               |                    |                    |                    |                    |                    |                    |
| Milos Čolić         | Cross            | 3:30,11 min   | 37            |                    |                    | nicht qualifiziert | nicht qualifiziert | nicht qualifiziert | nicht qualifiziert |
| Milos Čolić         | Sprint klassisch | 3:47,93 min   | 46            | nicht qualifiziert | nicht qualifiziert | nicht qualifiziert | nicht qualifiziert | nicht qualifiziert | nicht qualifiziert |
| Milos Čolić         | 10 km Freistil   |               |               |                    |                    |                    |                    | 26:48,2 min        | 35                 |
| Mädchen             |                  |               |               |                    |                    |                    |                    |                    |                    |
| Katarina Bogdanović | Cross            | 4:17,15 min   | 39            |                    |                    | nicht qualifiziert | nicht qualifiziert | nicht qualifiziert | nicht qualifiziert |
| Katarina Bogdanović | Sprint klassisch | 4:25,53 min   | 40            | nicht qualifiziert | nicht qualifiziert | nicht qualifiziert | nicht qualifiziert | nicht qualifiziert | nicht qualifiziert |
| Katarina Bogdanović | 5 km Freistil    |               |               |                    |                    |                    |                    | 15:51,1 min        | 37                 |